# Будівля корпорації AT&T (Чикаго)
Будівля корпорації AT&T (англ. AT&T Corporate Center) — 4-й за висотою хмарочос Чикаго, та 8 хмарочос в США, висота 60-ти поверхового хмарочоса становить 307 метрів. Будівництво було завершено у 1989 році.
Будівля корпорації AT&T розташована за адресою 227 West Monroe Street, Chicago, IL 60606